# Societat Econòmica Barcelonesa d'Amics del País
La Societat Econòmica Barcelonesa d'Amics del País (SEBAP) és una entitat que promou els interessos econòmics col·lectius de Barcelona i la seva província. Cada final d'any sol donar a conèixer un document amb la valoració del moment que viu la societat catalana. Des del 2004, el seu president és Miquel Roca i Junyent.

## Història
La Societat Econòmica Barcelonesa d'Amics del País va iniciar les seves activitats l'any 1822, amb posterioritat a la Reial Cèdula de Carles III expedida el 1775 que permetia la introducció a Espanya de les Societats Econòmiques d'Amics del País. però no va quedar completament instaurada fins al 1834.
Durant el segle xix, la SEBAP tenia com a socis moltes de les personalitats destacades de Barcelona, com Ferdinand de Lesseps, Duran i Bas, el Doctor Robert i Laureà Figuerola, entre d'altres. L'any 1835 va participar en la creació de la Mutua de Propietarios.
La SEBAP i la Junta de Comerç van liderar el projecte de creació de la Caixa de Barcelona, que es completà el 1844. El 1893 va organitzar les primeres colònies escolars a Catalunya.
El 2009 fou una de les entitats que crearen el programa de recerca anomenat Observatori Català.

### Seus
Va tenir la seva seu inicial en edificis nobles, enderrocats per a l'obertura de la Via Laietana. El 1898 la seu social es traslladà a una casa senyorial del carrer de Sant Sever, i en l'actualitat es troba en un edifici del carrer de Basea, que fou adquirit l'any 1998, reformat i reinaugurat el 23 de maig del 2001.

### Presidents
Entre els seus presidents hi ha hagut personatges com Felip Martí Igual (1834–1835), Josep Melcior Prat (1836 i 1845-1855) Joan Cortada i Sala (1839), Eduard Maluquer i Tirrell (1884-1885), Joan Garriga i Massó (1921-1922), Antoni Jansana i Llopart (1933-1934), Carles de Godó i Valls (1966-1974), Antoni Maria Muntañola i Tey (1974-2004) i Miquel Roca i Junyent (2004-actual).